# Riimirahu
Riimirahu ist eine unbewohnte Insel, 4,3 Kilometer von der größten estnischen Insel Saaremaa entfernt. Die Insel liegt in der Landgemeinde Saaremaa im Kreis Saare. Sie gehört zum Nationalpark Vilsandi.
Riimirahu ist 170 Meter lang und 60 Meter breit.